# Auberge (album)
Albums de Chris Rea
The Road to Hell
(1989) God's Great Banana Skin
(1992)
Auberge est le 11e album studio de l'auteur-compositeur-interprète anglais, Chris Rea. Il est sorti le 25 février 1991 sur le label East West Records.

## Historique
Comme son prédécesseur, The Road to Hell, cet album a été enregistré en France, au studio Miraval dans le Var et produit par Jon Kelly.
Cet album sera un succès en Europe. Il entrera directement à la 1re place dans les charts britanniques où il restera classé pendant 37 semaines et sera certifié deux fois disque de platine. Aux États-Unis il n'obtiendra pas le même succès, 176e seulement au billboard 200. En France, il se classa à la 19e place et sera certifié double disque d'or pour la vente de plus de 200 000 exemplaires.
Les quatre singles issus de cet album seront tous classés dans le Top 100 britannique.

## Liste des titres
- Tous les titres sont des compositions de Chris Rea

| No  | Titre                     | Durée |
| --- | ------------------------- | ----- |
| 1.  | Auberge                   | 7:18  |
| 2.  | Gone Fishing              | 4:41  |
| 3.  | You're Not a Number       | 5:00  |
| 4.  | Heaven                    | 4:12  |
| 5.  | Set Me Free               | 6:55  |
| 6.  | Red Shoes                 | 3:54  |
| 7.  | Sing a Song of Love To Me | 3:34  |
| 8.  | Every Second Counts       | 5:08  |
| 9.  | Looking for the Summer    | 5:03  |
| 10. | And You My Love           | 5:29  |
| 11. | The Mention of Your Name  | 3:17  |

## Singles
| Parution        | Titre                                    |
| --------------- | ---------------------------------------- |
| 4 février 1992  | Auberge / Hudson's Dream                 |
| 25 mars 1991    | Heaven / Theme from the Pantile Journals |
| 29 juin 1991    | Looking for the Summer / Six Up          |
| 28 octobre 1991 | Winter Song / Footprints In the Snow     |

- Note: Winter song n'apparait pas dans la version originale de l'album mais sera inclus dans certaines rééditions.

## Musiciens
- Chris Rea: chant, guitare, guitare slide, orgue Hammond, harmonica
- Martin Ditcham: batterie, percussions
- Robert Ahwai: basse
- Max Middleton: piano à queue, Fender Rhodes piano
- Anthony Drennan: guitare, guitare acoustique, dobro

avec
- Carol Kenyon et Linda Taylor: chœurs
- The Kick Horns:
  - Simon Clarke: saxophone alto et baryton
  - Roddy Lorimer:trompette et bugle
  - Tim Sanders:saxophone ténor
  - Nick Hitchens: tuba
  - Kenny Hamilton: trombone basse
  - Paul Spong: trompette et bugle
  - Neil Sidwell: trombone
  - Rik Taylor: trombone

## Charts & certifications

### Album
Charts
| Pays             | Durée du classement | Meilleur classement | Date            |
| ---------------- | ------------------- | ------------------- | --------------- |
| Allemagne        | 48 semaines         | 1er                 | 8 avril 1991    |
| Autriche         | 13 semaines         | 5e                  | 24 mars 1991    |
| États-Unis       | 1 semaine           | 176e                | 18 mai 1991     |
| France           | 34 semaines         | 19e                 | 24 mars 1991    |
| Italie           | -                   | 18e                 | 1991            |
| Norvège          | 9 semaines          | 3e                  | 24 mars 1991    |
| Nouvelle-Zélande | 7 semaines          | 27e                 | 14 avril 1991   |
| Pays-Bas         | 31 semaines         | 9e                  | 20 juillet 1991 |
| Royaume-Uni      | 37 semaines         | 1er                 | 9 mars 1991     |
| Suède            | 7 semaines          | 5e                  | 13 mars 1991    |
| Suisse           | 22 semaines         | 2e                  | 24 mars 1991    |

Certifications
| Pays        | Ventes    | Certification | Date           |
| ----------- | --------- | ------------- | -------------- |
| Allemagne   | 500 000 + | Platine       | 1991           |
| Autriche    | 25 000 +  | Or            | 9 octobre 1991 |
| Finlande    | 36 000 +  | Or            | 1991           |
| France      | 200 000 + | 2 × Or        | 1992           |
| Pays-Bas    | 50 000 +  | Or            | 1991           |
| Royaume-Uni | 600 000 + | 2 × Platine   | 1er mars 1992  |
| Suisse      | 50 000 +  | Platine       | 1991           |

### Singles
| Single                 | Chart             | Durée du classement | Position | Date              |
| ---------------------- | ----------------- | ------------------- | -------- | ----------------- |
| Auberge                | UK Singles Chart  | 6 semaines          | 16e      | 2 mars 1991       |
| Auberge                | Single Top 100    | 26 semaines         | 20e      | 1er avril 1991    |
| Auberge                | Ö3 Austria Top 40 | 2 semaines          | 29e      | 21 avril 1991     |
| Auberge                | (V) Ultratop      | 3 semaines          | 31e      | 6 avril 1991      |
| Auberge                | Album Top 100     | 4 semaines          | 46e      | 27 avril 1991     |
| Auberge                | Mega Top 50       | 8 semaines          | 45e      | 23 mars 1991      |
| Heaven                 | UK Singles Chart  | 5 semaines          | 57e      | 6 avril 1991      |
| Heaven                 | Single Top 100    | 3 semaines          | 94e      | 17 juin 1991      |
| Looking for the Summer | UK Singles Chart  | 3 semaines          | 43e      | 6 juillet 1991    |
| Looking for the Summer | Single Top 100    | 9 semaines          | 51e      | 16 septembre 1991 |
| Looking for the Summer | (V) Ultratop      | 1 semaine           | 39e      | 3 août 1991       |
| Looking for the Summer | Mega Top 50       | 12semaines          | 37e      | 27 juillet 1991   |
| Winter Song            | UK Singles Chart  | 4 semaines          | 27e      | 16 novembre 1991  |